# مارك كيميتش
مارك كيميتش (بالإنجليزية: Marc Kimmich)‏ مواليد 21 يناير 1983 في شتوتغارت، ألمانيا الغربية، هو لاعب كرة مضرب أسترالي سابق بدأ مسيرته كمحترف سنة 1999 وكان يلعب باليد اليمنى. أعلى تصنيف له في الفردي كان المركز الـ 226 في سنة 2005. أعلى تصنيف له في الزوجي كان المركز الـ 331 في سنة 2005.